# Грбовец
Грбовец (мкд. Грбовец) је насеље у Северној Македонији, у јужном делу државе. Грбовец је насеље у оквиру општине Кавадарци.

## Географија
Грбовец је смештен у јужном делу Северне Македоније. Од најближег већег града, Кавадараца, насеље је удаљено 20 km југозападно.
Насеље Грбовец се налази у вишем делу области Тиквеш. Село се сместило на северним падинама планине Чаве. Источно од насеља протиче Црна река, која је у овом делу преграђена, па је образовано вештачко језеро, Тиквешко језеро. Насеље је положено на приближно 690 метара надморске висине. 
Месна клима је континентална. 

## Становништво
Грбовец је према последњем попису из 2002. године био без становника.
Већинско становништво у насељу били су етнички Македонци. 
Претежна вероисповест месног становништва било је православље.